# プレリュード・フィズ
プレリュード・フィズ (Prelude Fizz) とは、冷たいタイプのロングドリンクに分類される、リキュールをベースとしたカクテルである。材料にカルピスを使用しているのが特徴。カクテル名にフィズと付いているものの、このプレリュード・フィズは、純粋なフィズスタイルのカクテルではなく、フィズスタイルをアレンジしたカクテルである

。
なお、プレリュードは「導入部」とか「前奏曲」とか「前兆」といった意味だが、そのためか、「最初にオーダーしたいカクテル」などと紹介されている例

も散見される。しかし、別に最初に飲まなければならないという決まりがあるわけではない。

## 標準的なレシピ
- カンパリ - 30ml
- カルピス（原液） - 20ml
- レモン・ジュース - 10ml
- 炭酸水 - 適量
- レモン・スライス - 1枚

### 作り方
カンパリ、カルピス、レモン・ジュースをシェークして、氷を入れたオールド・ファッションド・グラス（容量180ml程度）に注ぐ。そこへ炭酸水を注いで、グラスを満たす。最後にレモン・スライスを飾れば完成である。

### 備考
炭酸水を注いだ後、軽くステアする場合もある。ただし、その場合、炭酸が抜けないように注意を払う必要がある。

## 主な参考文献
- 稲 保幸 『カクテル・レシピ1000』 日東書院 2005年7月10日発行 ISBN 4-528-01412-2
- 今井 清 『たのしむカクテル』 梧桐書院 1988年1月改訂版 ISBN 4-340-01204-1

| スタブアイコン | サブスタブ | この項目は、まだ閲覧者の調べものの参照としては役立たない、酒に関連した書きかけの項目です。この項目を加筆・訂正などしてくださる協力者を求めています（P:食/PJ:酒）。 |